# Hugh Annesley
Hugh Annesley (26. ledna 1831 – 15. prosince 1908) byl britský voják, politik a 5. hrabě Annesley.

## Život
Narodil se 26. ledna 1831 jako druhý syn Williama Annesleye, 3. hraběte Annesley a jeho druhé manželky Priscilly Cecilie Moore.
V letech 1851–1853 sloužil jako profesionální voják ve Kaffírských válkách v Jihoafrické republice. V této válce byl zraněn a ve Krymské válce roku 1854 v Bitvě na řece Almě se mu roztříštila čelist. Roku 1860 se stal plukovníkem divize Scots Fusilier Guards. Roku 1874 jeho bratr William Annesley, 4. hrabě Annesley zemřel svobodný a bezdětný a proto Hugh zdědil titul hraběte Annesley. Roku 1877 byl zvolen jako zastupitel šlechty.
Byl průkopnickým amatérským fotografem.
Dne 4. července 1877 se oženil s Mabel Wilhelminaou Frances Markham se kterou měl dvě děti:
- Lady Mabel Annesley (1881–1959)
- Francis Annesley (1884–1914)

Dne 2. července 1892 se oženil se svou sestřenicí Priscillaou Ceciliaí Armytage Moore. Spolu měli dvě dcery:
- Lady Clare Annesley
- Lady Constance Annesley

Zemřel 15. prosince 1908.